# The Transformer
The Transformer ist ein posthum produziertes Album von Thelonious Monk. Die Aufnahmen, die in Monks Wohnung zwischen Januar und März 1957 sowie bei Liveauftritten des Pianisten im Stockholmer Konserthuset am 16. Mai 1961 und zwei Konzerten in Paris (9. März 1963 und 23. Februar 1964) entstanden waren, erschienen 2002 als Doppel-CD-Album als Produktion des Monk-Sohns Thelonious Monk junior bei Thelonious Records und 2007 auf Explore Records. Mit dem Archivmaterial wird Thelonious Monks vollständiger Prozess der Umwandlung des amerikanischen Standards „I’m Getting Sentimental Over You“ in eine Version dokumentiert, „die seinen individualistischen und unverwechselbaren Stempel trägt“, schrieb Lindsay Paner in Allmusic.

## Hintergrund
Bei den Aufnahmen erlebt man, wie Thelonious Monk mittels seines Stils den Standard „I’m Getting Sentimental Over You“ interpretiert, dargeboten in Probespielen aus der Wohnung und dann drei verschiedenen Konzertauftritten mit dieser Melodie. Die erste CD besteht aus Solo-Klavierübungen und deren Verfeinerungen aus dem Jahr 1957, bei denen Monk mit den Melodie- und Akkordwechseln spielt, dann mit jedem der fünf Takes den Song schrittweise neu definiert, seinen eigenen Touch hinzufügt. Während er weiter spielt, versucht er immer größere Variationen, indem er arpeggierte Figuren einfügt, sein Markenzeichen von kleinen Schnörkeln, Stride-Akzenten und am Ende eine fast 30-minütige Version von ständig wachsenden und personalisierten Substitutionen bietet, während er immer noch dem Grundprinzip, der Form des Stückes in mäßigem Tempo treu bleibt.
Diese Aufnahmen werden zum ersten Mal aus Monks Nachlass unter der Aufsicht seines Sohnes Thelonious Jr. zur Veröffentlichung vorbereitet. Die Aufnahmen auf der ersten CD waren mit einem tragbaren Tonbandgerät mit einem einzigen Mikrofon eingespielt worden. Remastered wurden die Aufnahmen im Studio von Rudy Van Gelder in Englewood Cliffs, New Jersey. Die Live-Versionen erschienen auch auf den Alben Thelonious Monk Quartet in Stockholm (Dragon DRLP151/152), Evidence (France’s Concert FCD105)  und Live in Paris 1964 (France’s Concert FC132).

## Titelliste
- Monk – The Transformer (Thelonious Records – TR-1014, Explore EXP0028)[1]

CD 1 – Solo Piano
1. Transposition Part 1  4:55
2. Transposition Part 2  4:28
3. Practice Part 1  5:55
4. Practice 2, Transform Part 1  16:17
5. Transform Part 2  28:45

CD 2 – Solo Piano and Concert Performance
1. Transformation Part 3  18:29
2. Performance 1 Paris 3-9-63 (Previously Unreleased)  7:33
3. Performance 2 Paris 1964  11:59
4. Performance 3 Stockholm 5-16-61  8:16

## Rezeption
Lindsay Planer meinte in Allmusic, es sei die endgültige Version des Titels bei seinem Auftritt in Stockholm im Jahr 1961, „bei der Monk und die Band das Stück in einer prägnanten Acht-Minuten-Version wirklich festnageln, die keinen Zweifel an seiner Meisterschaft und Fähigkeit lässt, die Melodie wirklich zu seiner eigenen zu machen. Obwohl die Aufnahmen wahrscheinlich nur Fans oder Komplettisten ansprechen, bieten sie etwas, das vielleicht keine andere Aufnahme in der Geschichte des Jazz beanspruchen kann: einen vollständigen Einblick in die Konzeption, Geburt, Adaption, Anpassung und dem Wachstum einer einzelnen Komposition bis ins Erwachsenenalter. Es ist zumindest eine sehr faszinierende Übung, die der brillante Maestro der modernen Musik noch mehr gemacht hat.“